# Parco locale ad interesse sovracomunale Piazzo e Trevasco
L'area di Piazzo e Trevasco [ˈpjaʦːo][tɾeˈvasko] è un Parco locale di interesse sovra comunale (PLIS) che si sviluppa interamente nelle omonime località site nei comuni di Albino e Nembro, nella bassa val Seriana, in Provincia di Bergamo.

## Il parco
Il primo passo verso la costituzione del parco risale al 1983, quando venne introdotta una legge regionale (n. 86 /1983) la quale introdusse accanto ai parchi regionali i parchi locali di interesse sovracomunale (Plis). Questa ordinanza ha dato la possibilità ai comuni di promuovere l'istituzione di zone protette.
Ed è proprio da questa delibera che il Comune di Albino ha dato il via al progetto, inizialmente limitato al solo territorio di Piazzo (circa 75 ettari), che è stato riconosciuto ufficialmente il 2 novembre 2009 (Delibera Giunta Provinciale n.594).
La gestione del parco venne quindi affidata allo stesso Comune di Albino, in quel tempo l'unica realtà amministrativa coinvolta a livello territoriale nel parco.
Successivamente, al fine di dare continuità agli spazi verdi inclusi nel progetto, nel mese di marzo del 2012 venne coinvolto anche l'attiguo comune di Nembro, che portò in dote la zona di Trevasco, facente capo alle frazioni di San Vito e Trevasco.
L'obiettivo è preservare gli spazi verdi, salvaguardare e valorizzare il paesaggio naturalistico e storico (il cotonificio Honegger con il relativo villaggio operaio, i percorsi nella natura, le cappellette, i lavatoi, i fontanili) conservandone le biodiversità in un territorio sottoposto ad un'intensa cementificazione, promuovere l'educazione ambientale mediante attività ricreative e didattiche, sviluppare e integrare il sistema delle connessioni con altri parchi esistenti.

## Territorio

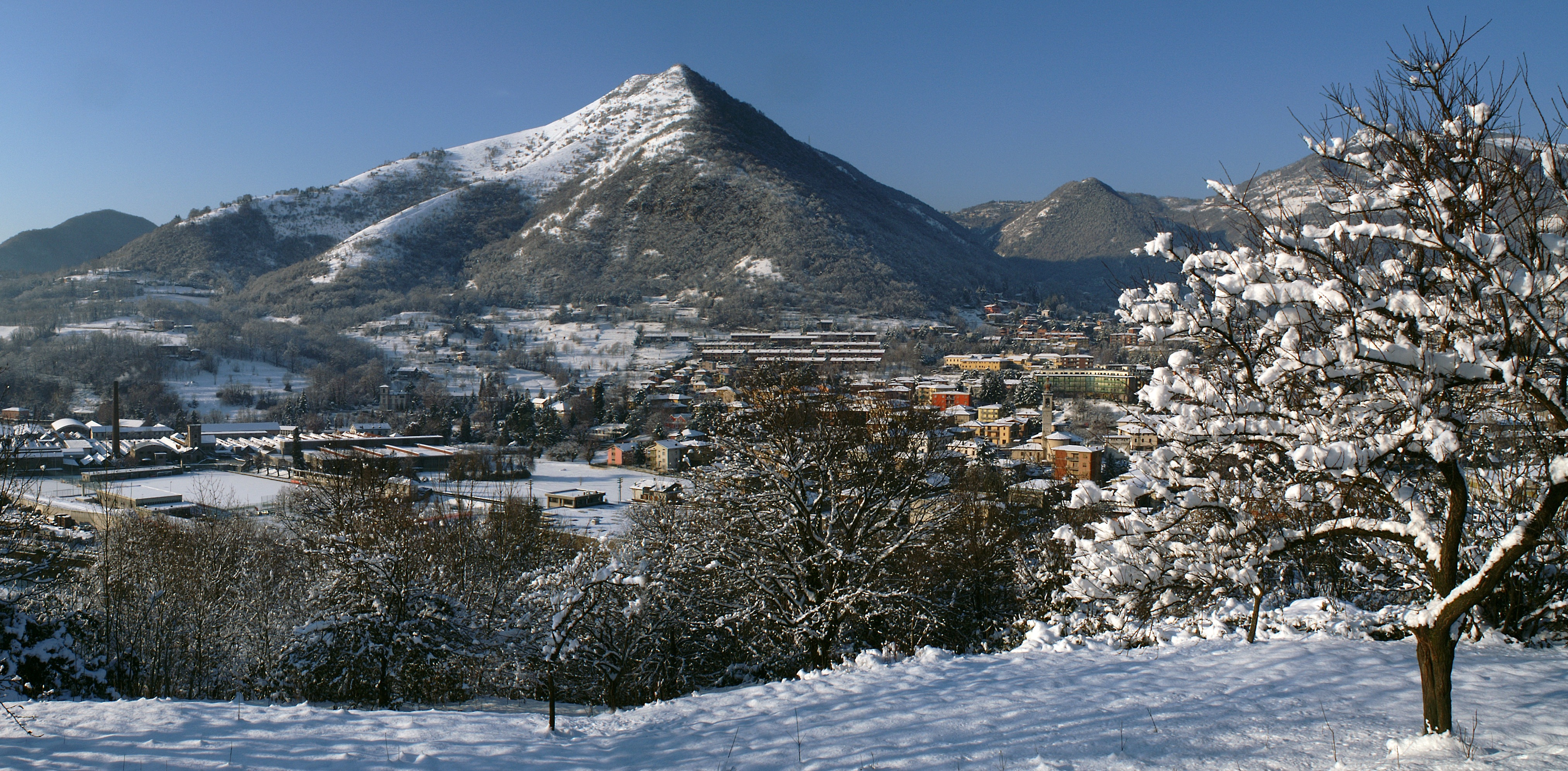
Vista su Piazzo ed il monte Cereto

Il PLIS, dopo l'ampliamento, può contare su una superficie di oltre 500 ettari.
L'area si trova in territorio collinare, sui declivi del monte Cereto, con un dislivello altimetrico compreso tra i circa 300 metri s.l.m. della zona più a valle, delimitata dalla strada S.P. 35 (la vecchia provinciale della val Seriana) ai 936 metri s.l.m. del monte Cereto stesso. I principali luoghi interessati dal progetto sono il colle di Piazzo, a Nord ed in territorio di Albino, e la valle del torrente Carso, che scende dall'altipiano di Selvino fino al centro abitato di Nembro, toccando i piccoli borghi rurali di Trevasco e San Vito, posti all'ombra dei monti Cereto, Podona e Monte Valtrosa.
Il tutto a poche centinaia di metri da un altro PLIS, denominato NaturalSerio, con il quale si prefigge l'obiettivo di dare continuità ad altre realtà naturalistiche quali il Parco del Serio ed il Parco dei Colli di Bergamo, in una zona che presenta un elevato livello di urbanizzazione.
L'ambiente è caratterizzato da una ripetuta alternanza di prati, piccole vallette, boschi e terreni agricoli con relative cascine, collegate con un sistema viario minore.
Geologicamente il terreno è caratterizzato dalla presenza di rocce argillose che, unite alla dolomia di cui è composto il monte Cereto, che sovrasta la zona di Piazzo, danno vita a numerose sorgenti. La grande presenza d'acqua ha interessato l'intera zona con fenomeni carsici e di erosione delle rocce: si possono trovare grotte, doline e pinnacoli conici dalle forme particolari.
Numerosi sono i torrenti che raccolgono le acque piovane: tra questi il principale è il Carso, al quale si affiancano, da Est verso Ovest, corsi secondari quali il Guarnasco, che dà il nome alla piccola valletta che segna il confine territoriale con il comune di Nembro, ed i corsi d'acqua che bagnano la valle Martinelli, la valle dei fichi, la valle Brughere, la valle dei corni e la valle Crapera.

## Ambienti e vegetazione

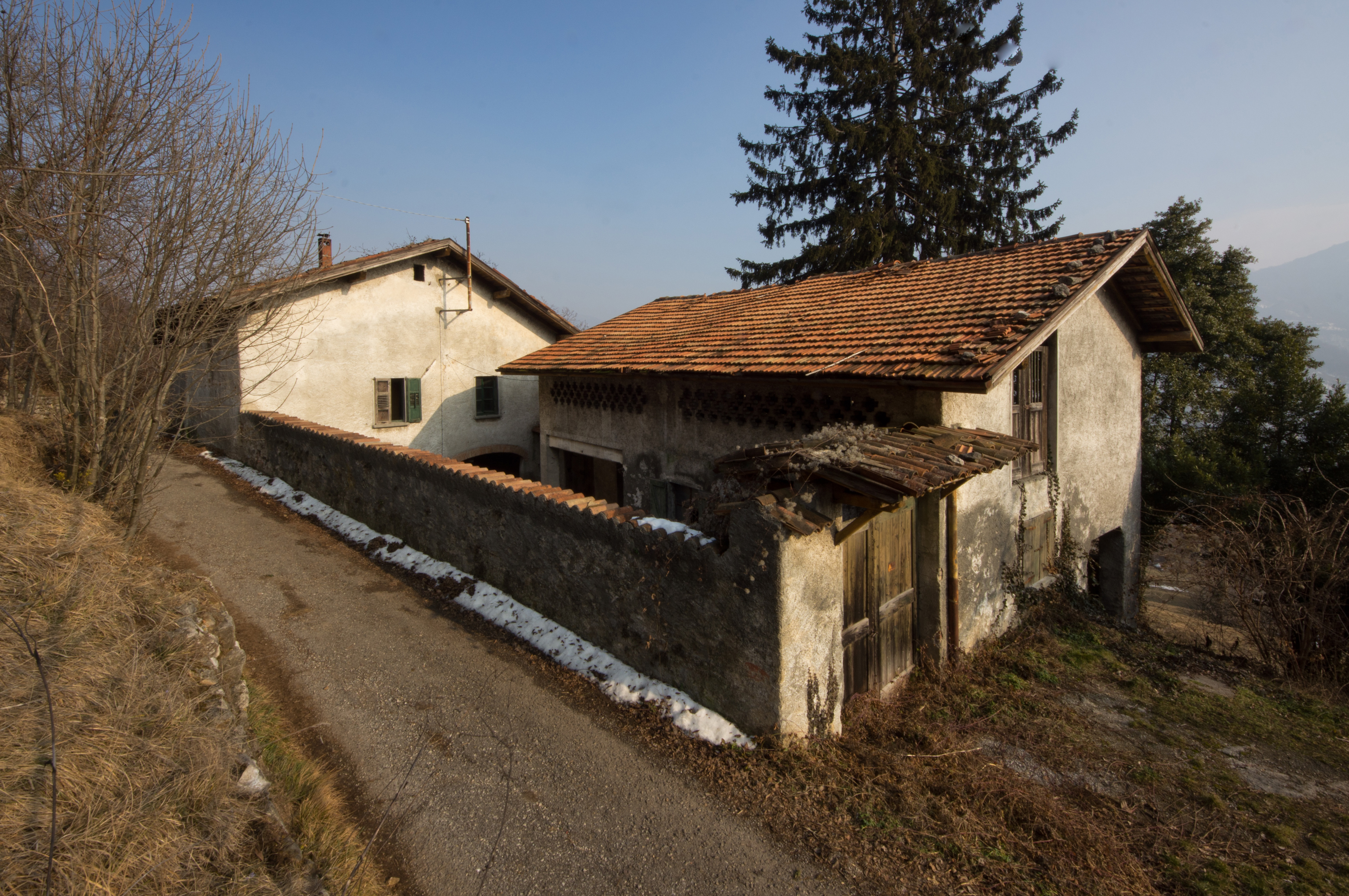
Una delle cascine presenti all'interno del parco

Nella zona a monte, sulle scoscese pendici del monte Cereto, si trova un terreno calcareo ed arido con scarsa vegetazione (anche a causa di frequenti incendi). Più a valle vi sono aree destinate a coltivazioni e coperte da distese erbose, nelle quali il bosco è limitato ai punti in cui sono presenti fenomeni carsici: si tratta di bosco ceduo di castagneto con ceppaie e polloni.
Il terzo ed ultimo ambiente è quello che si ritrova nei pressi del torrente Guarnasco, con una zona più umida e fresca ricoperta da un bosco ceduo con piante ad alto fusto, nel cui sottobosco sono diffusi rovi, ginepri, noccioli, ma anche il viburno lantana, il sambuco, il biancospino ed il ligustro.

## Fauna

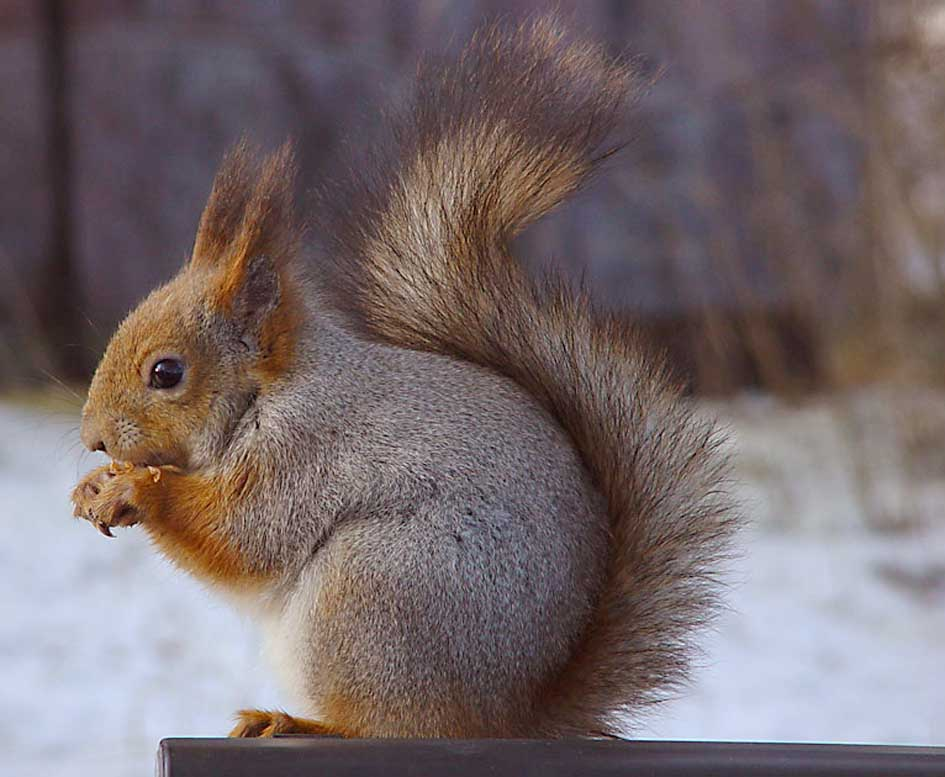
Lo scoiattolo

Considerate le ridotte dimensioni del territorio in questione, si può affermare che questo abbia un elevato numero di specie presenti.
Tra gli insetti spiccano le libellule, le mantidi ed il cervo volante, mentre tra i pesci si segnala soltanto la sanguinerola. Tra gli anfibi si trovano la salamandra pezzata, la rana verde e rossa, la raganella, il rospo comune ed il tritone crestato.
Numerosi sono anche i rettili (la lucertola dei muri, il ramarro, l'orbettino, la vipera, il biacco, il colubro d'Esculapio e la biscia dal collare) e gli uccelli (l'averla cinerina, il cuculo, l'upupa, il gheppio, la civetta, il gufo, il succiacapre, la poiana, il nibbio bruno, il picchio rosso, l'airone cenerino, la cornacchia grigia, la ghiandaia ed il corvo imperiale).
Per quanto riguarda i mammiferi sono presenti pipistrelli, la talpa, il toporagno, il riccio, il topo campagnolo, il ghiro, il moscardino, lo scoiattolo, la lepre, il coniglio selvatico, la donnola, la faina, il tasso la volpe ed il capriolo. È stato avvistato anche qualche cervo, la cui presenza però non è da considerarsi stabile.